# 謝其潤
謝其潤 ( Tse, Theresa Y Y) , 漢族、中國企業家、香港上市公司中國生物製藥董事局主席、以及正大集團若干關聯公司董事。正大集團 謝氏家族成員、中國生物製藥有限公司創辦人谢炳的女兒。 
畢業於賓夕法尼亞大學沃頓商學院經濟系，除了于正大天晴董事及北京泰德副董事长。谢氏为北京市正大慈善基金会第一届、第二届理事会理事、香港陝西青年會副主席、一帶一路總商會醫療委員會副主任    